# هوجو کونیتوکی
هوجو کونیتوکی (به ژاپنی: 北条 邦時 ほうじょう くにとき); ۲۷ دسامبر ۱۳۲۵ – ۱۱ ژوئیهٔ ۱۳۳۳) پسر هوجو تاکاتوکی، چهاردهمین شیکّن و آخرین توکوسو شوگون‌سالاری کاماکورا اهل ژاپن بود.
در ماه مه ۱۳۳۳، زمانی که نیتا یوشی‌سادا در طول جنگ گنکو به کاماکورا حمله کرد، کونیتوکی قبل از اینکه پدرش خودکشی کند به عموی خود گودایئین مونه‌شیگه ja:五大院宗繁 سپرده شد و او به شهر کاماکورا مخفی شد. با این حال، با پیشرفت شکار برای بقایای خاندان هوجو، مونه‌شیگه به فکر خیانت به کونیتوکی برای دریافت جایزه افتاد. کونیتوکی توسط عمویش مونه‌شیگه متقاعد شد تا اقدام دیگری انجام دهد و کاماکورا را در نیمه شب در بیست و هفتم به سمت کوه ایزو ترک کرد. در همین حال، مونه‌شیگه مخفیانه فونادا یوشیماسا ja:船田義昌 را از ارتش نیتا مطلع کرد و کونیتوکی در سپیده دم روز ۲۸ در کنار رود ساگامی در مسیر خود به کوه ایزو دستگیر شد. کونیتوکی را محکم با طناب بستند و بر اسبی سوار کردند و در روز روشن به کاماکورا بردند و سپس در سپیده دم روز بعد، بیست و نهم، اعدام کردند. وی در سن ۹ سالگی دار فانی اعدام شد.
علاوه بر این، اقدام مونه‌شیگه مبنی بر فروختن کونیتوکی، ارباب و خویشاوندان خونی خود و وادار کردن او به مرگ به عنوان «بی وفایی» محکوم شد، و اگرچه او پس از اینکه یوشی سادا تصمیم گرفت او را اعدام کند، به سختی فرار کرد، اما که در زمان نامعلومی از گرسنگی مرد.